# Deidre Downs
 (août 2024).
Pour les articles homonymes, voir Downs.
Deidre Downs Gunn, née le 7 juillet 1980 à Birmingham en Alabama aux États-Unis, est une obstétricienne. Elle s'est fait connaître en devenant Miss Alabama 2004, puis Miss America 2005,.